# Rapino (comune)
Rapino è un comune italiano di 1 143 abitanti della provincia di Chieti in Abruzzo.
Centro rinomato per le produzioni in ceramica, della quale ospita un museo, per le coltivazioni di ulivi, tanto da essere insignita del titolo di Città dell'olio, e per le testimonianze archeologiche, rinvenibili presso la Grotta del Colle e la Torre del Colle, la sua economia è centrata principalmente sul turismo. Fa parte della Comunità montana della Maielletta.

## Geografia fisica

### Territorio
Situata alle pendici del versante nord-orientale della Maiella, Rapino è attraversata da torrenti affluenti del fiume Foro, e si posiziona ad un'altitudine di 420 m s.l.m. all'altezza della Casa comunale. La parte montana del territorio raggiunge l'altitudine di 1900 m in prossimità del Rifugio Bruno Pomilio in località Majelletta. Per la maggior parte della sua superficie Rapino fa parte del Parco nazionale della Maiella.

### Clima
Sebbene sia situata in un territorio montano, la sua collocazione fra collina e vallata fa sì che Rapino possieda un clima temperato fresco-mediterraneo, con inverni spesso rigidi che a gennaio registrano una media di 5 °C, ed estati abbastanza calde, con una media a luglio intorno ai 23 °C. Le precipitazioni piovose, comprese tra i 900 e i 1000 mm, si concentrano soprattutto in primavera e autunno. Le precipitazioni nevose possono essere frequenti e abbondanti nel periodo invernale.

## Storia
Le prime tracce di insediamenti abitativi nel territorio rapinese risalgono al paleolitico medio e superiore, come testimonia la statuetta della "dea di Rapino" rinvenuta presso la Grotta del Colle e attualmente conservata al museo archeologico La Civitella di Chieti. Sempre nella stessa zona è stata rinvenuta la "Tabula Rapinensis", una piccola lamina in bronzo di 15 per 15 cm con iscrizioni in dialetto marrucino attualmente conservata al museo Puškin delle belle arti di Mosca. Nel testo, che riporta una legge sacra legata al culto di Giove e Giovia, viene menzionata la "Touta Marouca", cioè il popolo dei Marrucini, e la "ocre Tarincria", il vicino insediamento fortificato di Civita Danzica.
In epoca medievale vi fu la colonizzazione monastica dei benedettini, cosicché per molti secoli Rapino fu sottoposta al monastero di San Salvatore a Maiella. Nel XV secolo Rapino fu feudo dapprima della famiglia Orsini, poi dei Colonna di Roma fino all'abolizione della feudalità.
Nei primi anni della seconda guerra mondiale, tra il 1940 e 1943, Rapino fu uno dei comuni dell'Abruzzo ad essere designato dalle autorità fasciste come luogo di internamento civile per profughi ebrei stranieri presenti in Italia. Gli internati furono 24, uno dei gruppi più numerosi nella provincia di Chieti. Dopo l'8 settembre 1943 e l'occupazione tedesca, cominciarono gli arresti e le deportazioni. 6 ex-internati, membri della famiglia Wohlgemuth, arrestati nel dicembre 1943, periranno ad Auschwitz; gli altri riuscirono a nascondersi o darsi alla fuga, raggiungendo le località già liberate dell'Italia meridionale. 

### Onorificenze
La piazza principale del comune è intitolata ad Amilcare Paolucci, militare dell Prima Guerra Mondiale decorato con medaglia al valore, originario del paese. 
Rapino è tra le città decorate al valor militare per la guerra di liberazione, insignito della croce di guerra al valor militare per i sacrifici delle sue popolazioni e per l'attività nella lotta partigiana durante la seconda guerra mondiale:

## Monumenti e luoghi d'interesse

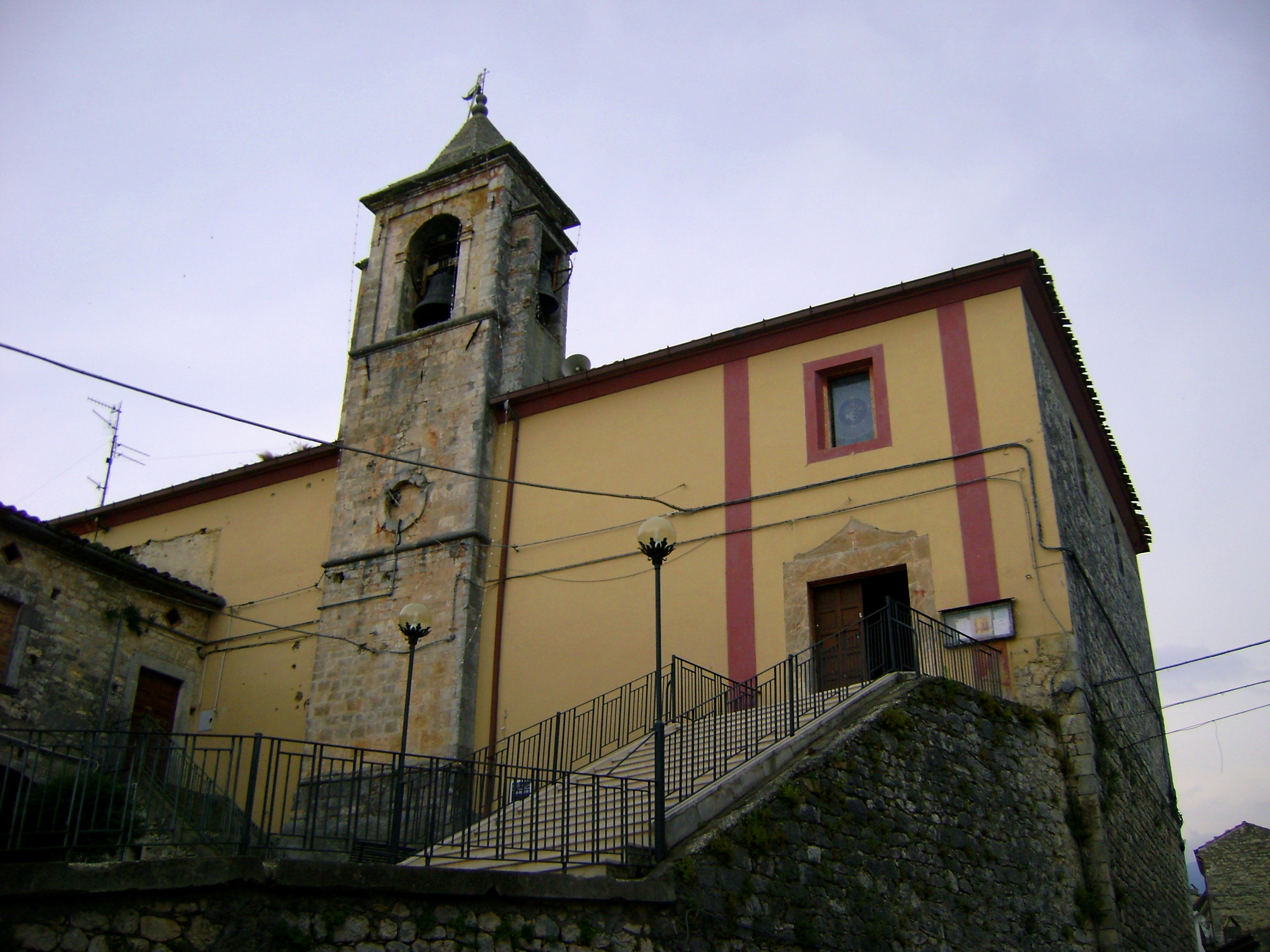
La chiesa di San Lorenzo.

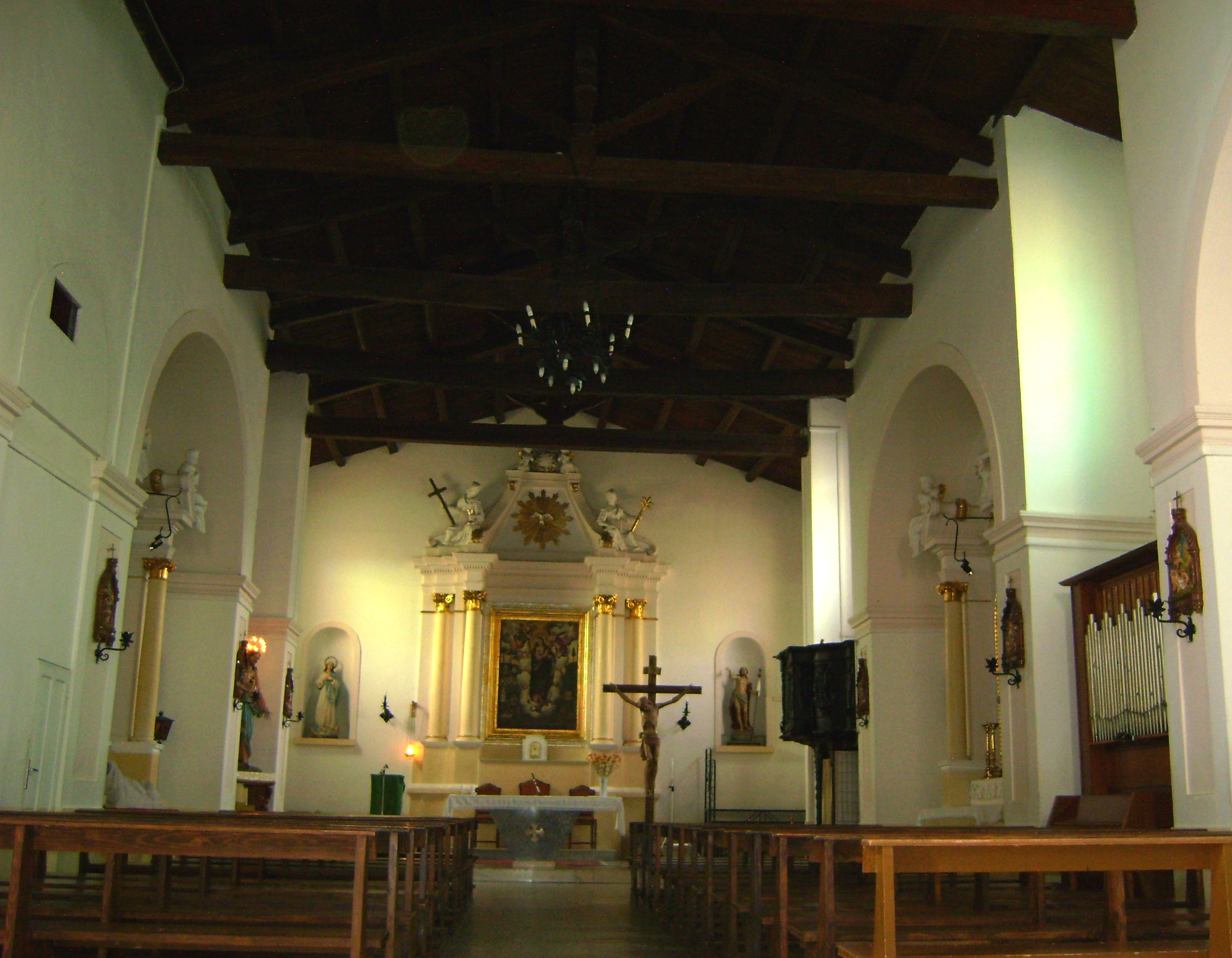
Interno della chiesa di San Lorenzo.

### Architetture religiose

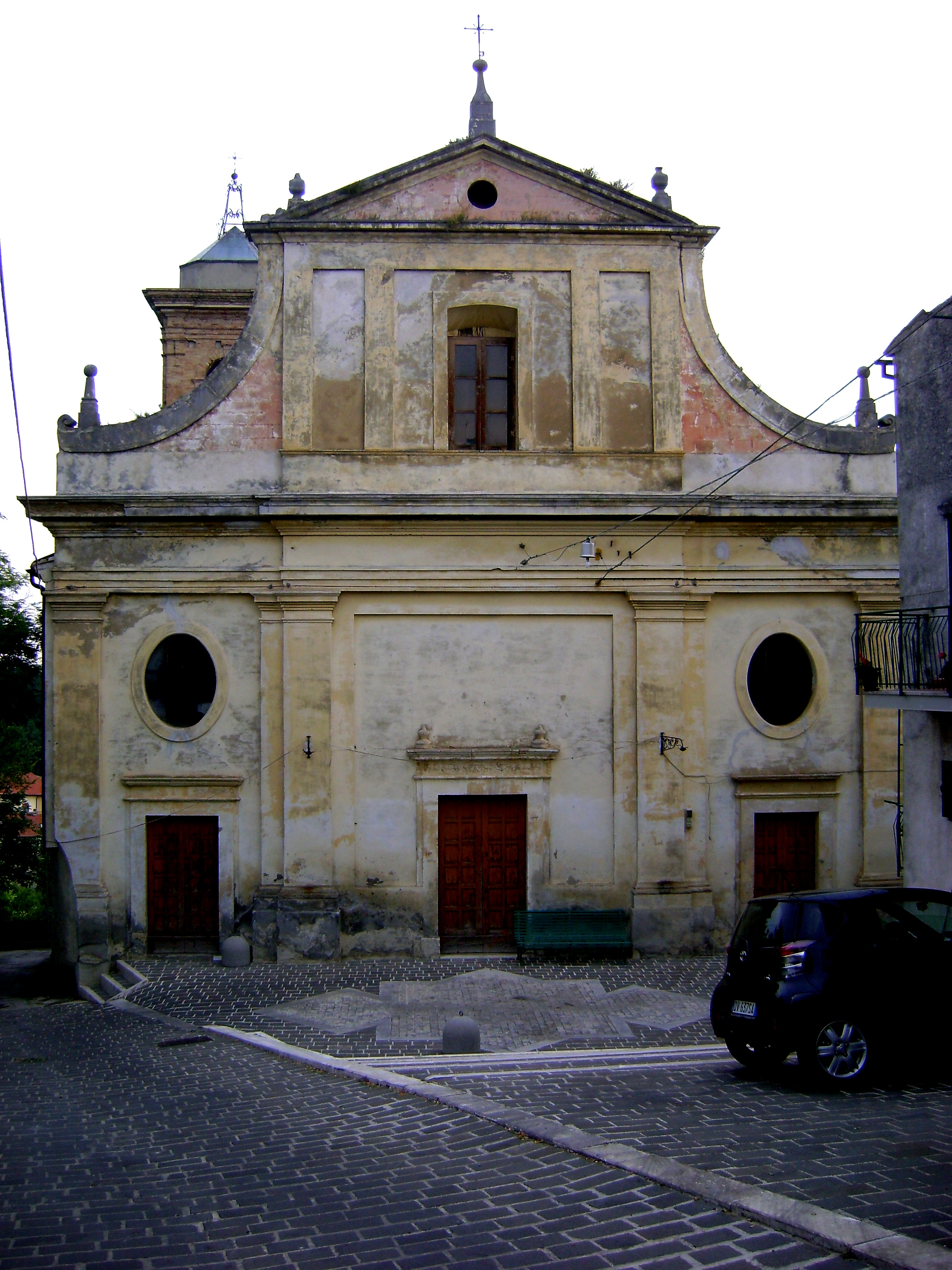
Chiesa di San Giovanni Battista prima del restauro

- Chiesa di San Lorenzo: si trova nella parte alta, all'imbocco di via Roma.  Non si sa se esistesse già nel Medioevo, ma l'aspetto attuale è quello del XVII-XVIII secolo. Il campanile turrito in pietra è a pianta rettangolare, in pietra concia, e ospita una campana trecentesca, probabilmente proveniente dal distrutto monastero di San Salvatore a Maiella. La pianta della chiesa è rettangolare, senza una facciata, e si accede lateralmente da via Roma, mediante un portale architravato in pietra. L'interno è a navata unica con copertura a doppia falda a capriate lignee, decorata in tardo stile barocco da stucchi policromi. Sui lati si aprono nicchie a tutto sesto per gli altari minori, quello maggiore è decorato da un tabernacolo in marmo policromo con la statua del santo, con il nicchione centrale ornato dalla tela del santo martirizzato.
- Chiesa di San Giovanni Battista. Venne edificata nel 1515[4]. Oggi ha un aspetto barocco del XVII secolo, sorge sullo sperone roccioso della parte alta del borgo, accanto alla Torre del Monarca, ha una facciata del tipo edicola, tripartita con ritmo ABA, dove il partito centrale è più ampio dei laterali, orizzontalmente è suddivisa in due ordini da cornicione. La tripartizione è impaginata da paraste semplificate ribattute lateralmente sui campi più piccoli che al secondo si semplificano nell'ordine a fasce. Una grande finestra con cornice è in asse centrale col portale, tal portale è sormontato da trabeazione orizzontale, i portali laterali sono più piccoli, con trabeazioni orizzontali con fregio scolpito ad ovoli e palmette. In asse con questi due ci sono due finestre ellittiche, la torre campanaria posteriore è divisa da cornici in due ordini, il primo in pietra a fasce su piano incassato, il secondo in mattoni con ornamenti barocchi, e cuspide superiore. La facciata è stata recentemente restaurata con la ridipintura in intonaco bianco. L'interno è a navata unica con volta a botte lunettata, nicchie laterali per gli altari minori e il tabernacolo dell'altare maggiore in marmo policromo.
- Resti della Chiesa di Santa Maria de Cryptis: si trova presso la grotta del Colle, in un pendio verso la Maiella, ad ovest di Rapino. La cavità naturale presenta un arco di roccia da cui si entra nell'ambiente, in cui è attivo lo stillicidio delle acque che ha formato centinaia di stalattiti pendenti dal soffitto. Appena all'ingresso si trovano i resti dell'eremo cristiano, chiamato inizialmente Sant'Angelo della Grotta, e poi Santa Maria de Cryptis, che poggia su basamento riconducibile a preesistente tempio italico. Essendo documentata la presenza sannita marrucina nel territorio di Danzica (la zona di Civita con la Torre del Colle), è molto probabile che con il passaggio dei Longobardi, che eressero torri nel contadi di Chieti e anche a Rapino, il tempio romano fosse stato convertito in chiesa, dedicato a San Michele arcangelo, il patrono di questo popolo. Nel 1604 il viaggiatore Alessandro Canzires descrisse l'eremo: "E calando a basso ci è una grotta meravigliosa tutta cavata di pietra viva, tanto spaziosa, che la circumferentia è duecento passi, e in mezzo vi è una cappella detta di Sant'Angelo". Proprio nei pressi dell'eremo fu trovata la Tabula Rapinensis, importante reperto studiato da Theodor Mommsen nel 1846, per comprendere il linguaggio dei Marrucini e della loro religione.
- Santuario della Madonna del Carpineto, situata nel rione dei ceramisti[14]. Affacciata nella parte nord-est, in via Carpineto, fu edificata perché la leggenda vuole che vi fu un'apparizione Mariana su un carpino a un pastore. All'inizio nel XVII secolo doveva trattarsi di una piccola cappella, e successivamente la chiesa venne ampliata in stile tardo barocco: ha facciata tripartita molto simile a quella di San Giovanni, secondo lo schema ABA, con il partito centrale più largo degli altri due laterali, i portali laterali hanno cornici in pietra modanata con timpano curvilineo a volute che racchiudono delle cartelle scolpite, i timpani sono appena rilevati dal fondo della parete, il portale maggiore invece ha semplice architrave in pietra, sormontato nel partito centrale della facciata da finestrone in asse, mentre due oculi ellittici si trovano sopra i portali laterali. Il campanile sulla sinistra è una torretta neoclassica decorata da lesene a capitelli ionici, e in cima da una piccola cupola. L'interno è a tre navate separate da pilastri quadrati che formano archi a tutto sesto, la copertura della navata maggiore è a volta bottata, con affreschi a tempera, mentre le navate laterali hanno copertura a volte a crociera costolonate, che scandiscono lo spazio a campate. Sulla controfacciata si trova una scala in marmo bianco che conduce a una nicchia dove si trova la statua della Madonna.
- Chiesa di San Rocco: piccola chiesa affacciata su Piazza Cappelletti, all'ingresso del paese, venendo da Fara Filiorum Petri. Fu edificata come piccola cappella votiva nel XVI secolo per ringraziare il santo dalla sopravvivenza al flagello della peste, e nel XIX secolo è stata ampliata in stile neoclassico. Ha impianto rettangolare con facciata neoclassica a tetto spiovente, divisa orizzontalmente da cornicione, la porzione principale è inquadrata lateralmente da fasce in bugnato liscio, al centro ha un finestrone a ventaglio, in asse col portale centrale a timpano spezzato. L'interno a navata unica è molto spartano.
- Chiesa della Madonna della Libera: si trova nella parte ovest di Rapino, in via della Libera. Piccola chiesa settecentesca ad aula unica coperta da volta a botte ribassata, decorata semplicemente da affreschi neoclassici. La facciata è rettangolare, il portale ha una cornice orizzontale ed è affiancato da piccole finestre quadrate. Presso la chiesa ogni Lunedì dell'Angelo si organizza una processione che parte dalla chiesa di San Lorenzo e arriva al santuario.
- Chiesa di Santa Rita. Presenta un interno decorato da affreschi di Gioacchino Cascella[6]. Si trova in contrada Colleceso, realizzato nella metà del XX secolo per volontà del padre don Lorenzo Spirali, ha facciata in pietra concia rettangolare dove domina il portale a tutto sesto di gusto tardo romanico. In asse col portale si apre il rosone ugualmente posticcio, e dalla copertura piana circondata da balaustra, si erge il campanile sormontato da cupola.
- Chiesa della Santissima Trinità[4].
- Ex chiesa di Sant'Antonio abate. Attualmente è adibita a teatro comunale[6]. Sorta per la prima volta nel 1589, fu demolita e ricostruita nel 1645[4]. Gestita dai Padri Francescani, la chiesa si affaccia su Piazza Cappelletti e comprende il tempio, il convento dei Minori Osservanti, e l'orto. Il ritrovamento di una delibera dell'800 ha consentito al Comune di riprendere possesso della chiesa, in mano alla Curia e in abbandono, perché il complesso fosse restaurato e adibito a nuovo uso, dopo la soppressione del monastero nella metà del XIX secolo. Le caratteristiche morfologiche del complesso sono rimaste per fortuna inalterate, e oltre ad essere teatro civico, ospita mostre culturali, sede del Museo della Ceramica e il Centro di documentazione "Madonna del Carpineto". La facciata della chiesa è barocca e molto movimentata, inquadrata lateralmente da due paraste in mattoni a vista, alla base un portico ad arcate a tutto sesto d'ispirazione rinascimentale introduce all'ingresso, dato da un portale romanico. Si tratta dell'unico elemento sopravvissuto dell'antica abbazia di San Salvatore a Maiella, oggi distrutta. Il portale è a tutto sesto, con tre strombature, la cornice più esterna è intarsiata di motivi geometrici e vegetali, mentre le altre sono spoglie. Tre ordini di colonne cilindriche sorreggono le strombature, e come la cornice decorate, le due colonne che la sorreggono hanno capitelli fogliati a motivi compositi. La facciata della chiesa di Sant'Antonio è divisa orizzontalmente da due cornicioni, al primo settore ha un finestrone in asse col portale a timpano spezzato, e ai suoi lati due nicchie cieche, motivo che si ripete anche al livello superiore, solo che le nicchie sono tre. La sommità della facciata ha un timpano originale molto piccolo a motivi curvilinei, con in cima una croce. Il campanile laterale è una torre con archi per le campane, l'interno completamente restaurato è gi gusto barocco, a navata unica, con trabeazione che corre lungo il perimetro, voltato a botte lunettata, con gli altari laterali scanditi da paraste con capitelli corinzi. L'altare maggiore è in stucco, a forma di tabernacolo con colonne tortili laterali.
- Ruderi del monastero di San Salvatore a Maiella[15]. Percorrendo il sentiero a Pretoro della Madonna della Mazza, attraverso le valli dell'Angelo e del Foro, fino a colle Sciarrocca, c'è una discesa che porta alla vallata del torrente Acquafredda. Lì sorgeva il monastero di San Salvatore a 787 metri s.l.m., alla confluenza con Fosso Sterparo, abitato dai monaci benedettini e dipendente dall'abbazia di San Liberatore a Maiella di Serramonacesca. I resti constano di pietre squadrate disseminate nel terreno, mentre altre sono state usate per realizzare muretti di delimitazione nel territorio tra Rapino e Pretoro. Il portale ligneo è fortunosamente conservato nella chiesa di San Nicola a Pretoro, risalente al 1630: esso è finemente intarsiato, con figure a rilievo, considerato un capolavoro dell'arte locale del legno. Si sono salvate anche due campane del Trecento, una presso la chiesa di San Nicola di Pretoro, e l'altra nella chiesa di San Lorenzo a Rapino. Ma la testimonianza artistica più interessante resta il portale romanico rimontato nell'ex convento di Sant'Antonio in Rapino. Non si conoscono le dimensioni dell'abbazia, anche perché la zona ha subito una frana, ma si sa con sicurezza dai documenti che il cenobio venne rifatto in stile romanico nel 1025 dall'abate Trasmondo, così come dagli stessi si ha notizia del villaggio fortificato di "Rocca Totum", di cui rimane oggi la Torre del Colle, a guardia dell'abbazia. Il monastero ospitò l'abate Desiderio di Cassino, poi papa Vittore III, ospite anche a San Liberatore della Maiella. Il Monastero fu tra i primi Eremi benedettini fondati in Abruzzo, pare addirittura nel VI secolo, e dall'VIII cominciò ad accogliere anacoreti ed eremiti provenienti da tutto l'Orbe cristiano; nel 1062 possiede Guardiagrele[16], e nel 1070 risulta un'Abbazia vera e propria guidata però da un monaco anacoreta, tal Ranieri, che condivide un discreto patrimonio fondiario con l'omologo monastero di S: Salvatore di Angri[17] (eremo presso l'attuale territorio di Farindola, fondato nel 1010 dai due fratelli Atto e Treselgardo e poi legatosi nel corso dell'XI secolo all'eremo sulla Maiella). L'abbazia aveva il controllo dei cenobi di San Barbato a Pollutri e di San Clemente di Guardiagrele nel 1056, poi resistette ai vari terremoti, compreso quello della Maiella del 1706, che lo danneggiò. Nei documenti è ancora citato nel 1747, e successivamente avvenne l'inesorabile degrado.

### Architetture civili
- Torre del Colle. Torre a pianta quadrata in condizione di rudere. Fa parte di un insediamento fortificato medievale. Era compresa nel sistema difensivo del Regno di Napoli durante periodo angioino[18].
- Torre del Monarca: piccola torre cilindrica in pietra concia, situata nella parte alta del borgo, dietro la chiesa di San Giovanni, e costituisce l'unico elemento di fortificazione medievale sopravvissuto nel centro di Rapino.
- Palazzo degli Orsini.
- Palazzo degli Oliva.
- Palazzo degli Amoroso.

### Siti archeologici
- Grotta del Colle. Grotta naturale con stalattiti con al suo interno una piccola chiesa. Si ritiene che la struttura sia sorta su un tempio italico e che fosse già sede di culto cristiano dedicato a Sant'Angelo in età longobarda. La grotta fu abitata già dal Paleolitico. Vi sono state rinvenute la cosiddetta "Dea di Rapino", statuetta femminile bronzea di età arcaica, e la Tabula Rapinensis, una piccola lamina in bronzo con un'iscrizione in dialetto marrucino[19].
- Acropoli Civita di Danzica: sotto il colle dove si trova il Fosso Sterparo, c'è l'ingresso alla grotta di Rapino con i resti di Santa Maria de Cryptis, e più in alto c'è il sito dell'abitato italico di Danzica, in località Cono d'Oro di Vicenne. Il colle è identificato con l'abitato di "Touta Marouca", il pianoro ha una superficie di 300 metri di lunghezza e 100 di larghezza, presenta terreno roccioso di scalpellature, a basamento di antiche costruzioni, fondi di capanne, e muratura di pietre a secco in tratti. Il promontorio del pianoro è identificato con l'acropoli del villaggio, studiata da Mommsen, e da Hofman, che ha identificato il villaggio, che per la sua conformazione semplice, dai Romani era chiamato, insieme ai coevi nel Sannio, "pagus", ossia villaggio di capanne di pietra e legno. Il villaggio si presume esistesse dal VII secolo a.C., anche se l'area era frequentata, per il materiale ritrovato, sin dal Neolitico, ed era la principale roccaforte dei Marrucini ancor prima della fondazione di Teate a Chieti. Il villaggio continuò ad esistere sino al IV secolo d.C., quando venne abbandonato.

## Società

### Evoluzione demografica
Abitanti censiti

### Tradizioni e folclore
- Festa della Madonna del Carpineto - Si tiene ogni anno, l'8 maggio, e con la processione delle Verginelle. Le bambine del paese sfilano in processione vestite di tuniche bianche, rosa o celesti e adornate dagli ori e monili di famiglia. I bambini di due o tre anni seguono invece l'effigie della Madonna vestiti da angioletti. Il rito ricorda e celebra il miracolo avvenuto nel 1794, quando dopo un lungo periodo di siccità cadde una pioggia provvidenziale per intercessione di Maria. La processione parte dalla chiesa di San Lorenzo e raggiunge il santuario della Madonna del Carpineto[21].
- Festa della Madonna della Libera - Si svolge il lunedì di Pasqua[22].

## Cultura

### Musei
- Museo della ceramica. ospitato nell'ex chiesa di Sant'Antonio, è intitolato a Fedele Cappelletti, famoso ceramista rapinese. Il Cappelletti è il maggior pittore di maioliche del paese, e nel paese furono attivi nel primo Novecento anche Basilio Cascella e figli, poi Gabriele Vitacolonna, i Bozzelli e i Bontempo. Rapino divenne presto un importante centro di produzione di ceramica dipinta del sud Abruzzo, nel 1821 il primo ceramista fu Raffaele Bozzelli, che abitava nel rione di San Rocco, che divenne il quartiere dei Ceramisti. La produzione, ospitata nel museo, riguarda piatti, brocche, zuppiere decorati a motivi vegetali e animali, ma anche con scene di vita contadine e paesaggi bucolici abruzzesi. Nel rione si trova anche una piccola bottega dove gli artigiani fabbricano a mano, con l'ausilio di macchinari, le ceramiche dipinte.

## Economia

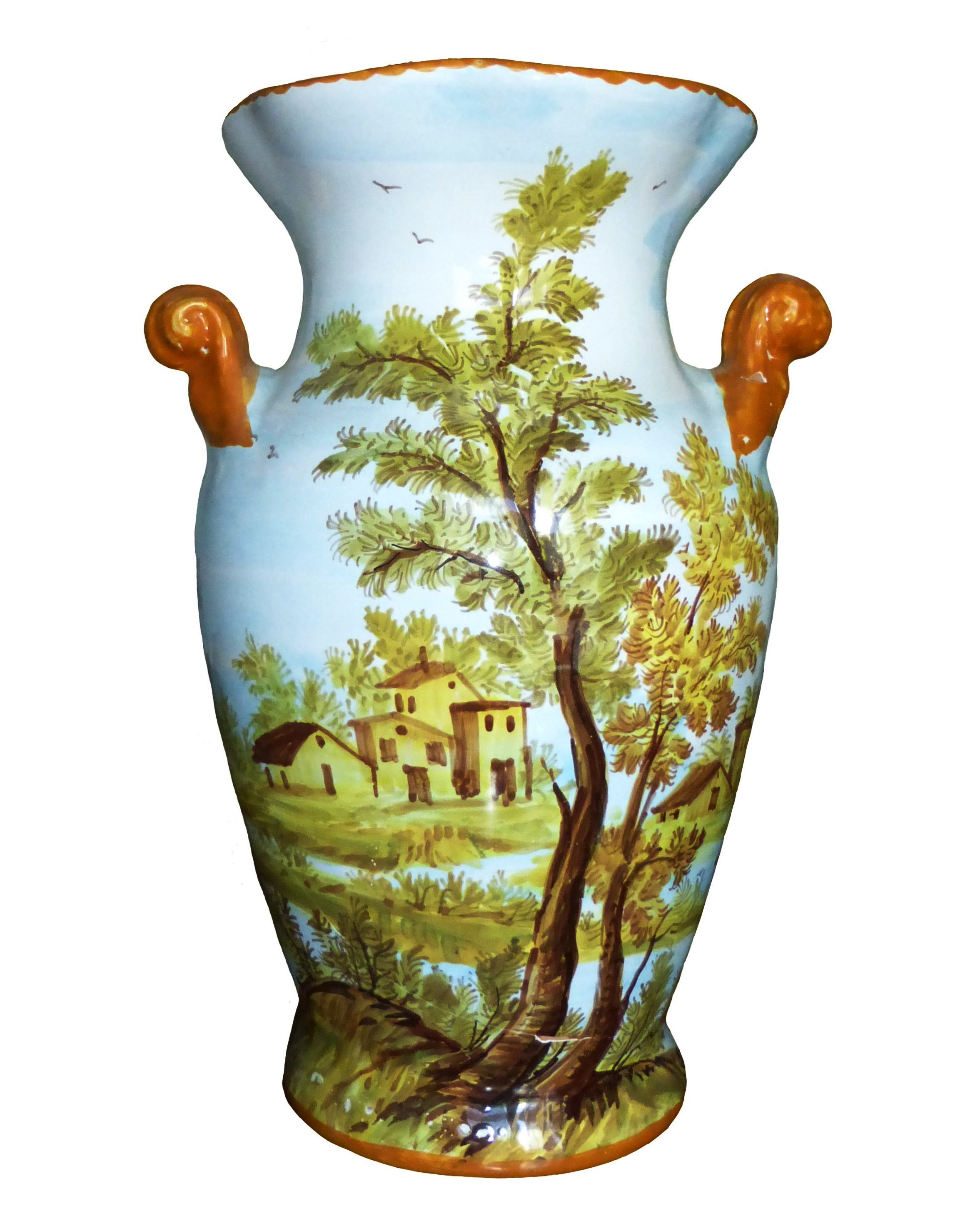
Esempio di vaso di maiolica di Rapino

Rapino è storicamente considerata come uno dei principali centri d'Abruzzo per la produzione di maioliche. Da ricordare la famiglia Bozzelli che operò nella prima metà dell'Ottocento. Ospitò anche Fedele Cappelletti, tra i più insigni esponenti della ceramica italiana dello Storicismo. 
Il periodo di massima fioritura della produzione rapinese fu tra l'Ottocento e il Novecento, quando la ceramica di Rapino si distingueva per la lucentezza degni smalti, la vividezza dei colori e la raffinatezza dei decori; con massimi esponenti i casati dei Cappelletti e Vitocolonna, e poi per un periodo del primo Novecento da Basilio Cascella e il figlio Tommaso Cascella.
Il primo ceramista fu Raffaele Bozzelli, che abitava in quello che poi diverrà il "quartiere dei ceramisti", sotto la discesa della chiesa di San Rocco e il santuario della Madonna del Carpineto. 
I quantitativi della ceramica del primo periodo furono comunque relativamente bassi. Agli anni '40 e '50 del XIX secolo risalgono i primi esemplari di boccali, brocche e zuppiere. I migliori risultati risalgono però agli anni '60 e '70, periodo in cui la ceramica rapinese iniziò ad impressionare per la propria originalità, come per i piatti a fiori policromi del Cappelletti. Tra la fine del XIX e l'inizio del XX secolo la produzione si baserà su piatti, brocche, boccali, zuppiere e borracce decorate con uccellini su ramoscello, eseguiti o a pennello o a stampino. In seguito compariranno il decoro "a tovaglia" ed il gallo.
La considerevole produzione di boccali era dovuta alla richiesta da parte dei pellegrini che giungevano in visita al vicino santuario di San Rocco a Roccamontepiano; ci sono vari esemplari di modeste brocche in terracotta dipinta con l'immagine di San Rocco e il cane. Con il nuovo interesse nella produzione ceramistica popolare da parte della fascia borghese, negli anni '20 e '30 del secolo scorso, la produzione mutò nuovamente dedicandosi a servizi da tavola, servizi da tè, servizi da caffè destinati ai salotti delle famiglie più abbienti.
La storia e la cultura delle ceramiche di Rapino è commemorata nel Museo della Ceramica fondato nel 2003 presso un'ex bottega, e poi spostato attualmente nell'ex convento di Sant'Antonio.

## Amministrazione
| Periodo | Periodo | Primo cittadino  | Partito                       | Carica  | Note |
| ------- | ------- | ---------------- | ----------------------------- | ------- | ---- |
| 1999    | 2004    | Rocco Micucci    | lista civica                  | Sindaco |      |
| 2004    | 2009    | Rocco Micucci    | lista civica                  | Sindaco |      |
| 2009    | 2014    | Rocco Cocciaglia | lista civica                  | Sindaco |      |
| 2014    | 2024    | Rocco Micucci    | lista civica di centro destra | Sindaco |      |

## Sport
Ha sede nel Comune la società di calcio A.S.D. Rapino Calcio che ha disputato campionati dilettantistici regionali. Oggi, 2024, in promozione.